# 胡昌翼墓
胡昌翼墓，位于江西省上饶市婺源县紫阳镇考水村，为明经胡氏始祖胡昌翼（904-999）之墓。
1986年重修。胡昌翼墓已公布为江西省文物保护单位。